# Džin Dzivei
Džin Dzivei (kitajsko: 金紫薇; pinjin: Jīn Zǐwēi), kitajska veslačica, * 17. oktober 1985, Fengčeng, Liaoning, Ljudska republika Kitajska.
Dziveijeva je za Kitajsko nastopila na Poletnih olimpijskih igrah 2008 v Pekingu, kjer je kot članica dvojnega četverca osvojila zlato medaljo.